# Yagua
Yagua ist ein Dorf nördlich vom Valenciasee im Bundesland Carabobo in Venezuela.

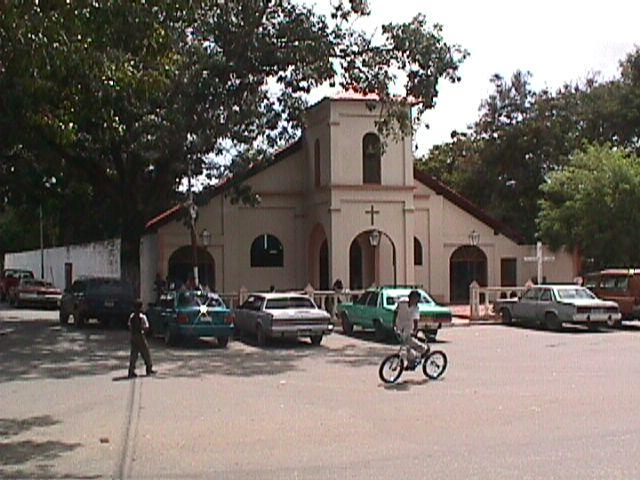
Kirche von Yagua

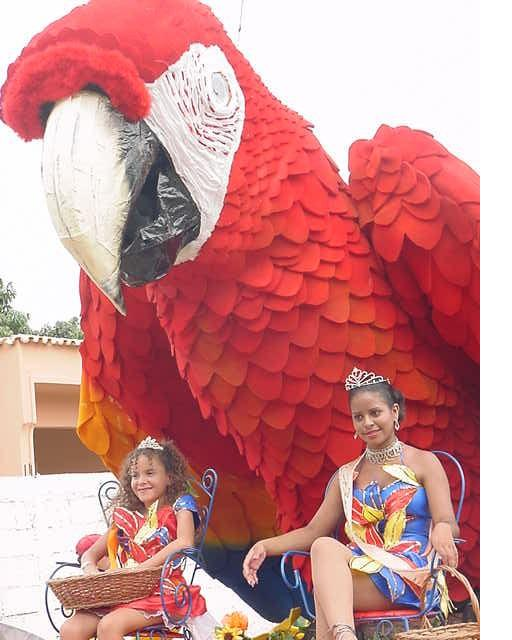
Traditionelles Fest der Blumenmesse in Yagua

In dem Ort kommen indigene Petroglyphen vor.
Bekannt ist der Ort auch für seine Blumenmesse und das indianische Museum der Petroglyphen (eigentlich in Vigirima).
Eines der größten Zentren für Benzindistribution in Venezuela befindet sich in Yagua.